# 全缘栝楼
全缘栝楼（学名：Trichosanthes ovigera）为葫芦科栝楼属下的一个种。